# Fitim Azemi
Fitim Azemi (Ski, 25 giugno 1992) è un calciatore norvegese, attaccante del Gamle Oslo.

## Carriera

### Club
A livello giovanile, Azemi ha vestito le maglie di Ski, Kråkstad, Ås e Follo. Con quest'ultimo club ha avuto la possibilità di debuttare in 2. divisjon e contribuire alla promozione arrivata al termine del campionato 2012.
Il 25 marzo 2015, il Bodø/Glimt ha reso noto l'ingaggio di Azemi, che ha firmato un contratto triennale con il nuovo club. Ha pertanto potuto esordire in Eliteserien in data 6 aprile, schierato titolare nella partita persa per 3-1 in casa del Sandefjord. Il 26 aprile è arrivata la prima rete nella massima divisione locale, nel pareggio per 2-2 arrivato sul campo del Sarpsborg 08. Al termine del campionato 2016 è stato candidato al premio Kniksen come miglior attaccante dell'Eliteserien, riconoscimento andato poi a Christian Gytkjær.
Il 23 gennaio 2017 è passato ufficialmente agli israeliani del Maccabi Haifa, a cui si è legato per due anni e mezzo. Il debutto in Ligat ha'Al è arrivato il 30 gennaio, subentrando a Kamil Vacek nel pareggio casalingo per 2-2 contro il Maccabi Tel Aviv.
L'11 agosto 2017 ha fatto ufficialmente ritorno in Norvegia, per giocare nel Vålerenga: ha firmato un accordo valido fino al 30 giugno 2021 e ha scelto la maglia numero 9. Il successivo 17 settembre è tornato a calcare i campi dell'Eliteserien, sostituendo Henrik Kjelsrud Johansen nella sconfitta per 3-0 maturata sul campo del Rosenborg.
Il 15 agosto 2018 è passato al Sandefjord con la formula del prestito. Il 19 agosto ha giocato la prima partita con questa casacca, sostituendo Mohamed Ofkir nel pareggio per 1-1 arrivato in casa del Ranheim.
È poi tornato al Vålerenga a fine stagione, per fine prestito. Il 29 luglio 2019 è stato ceduto con la medesima formula al Tromsø.
Il 14 gennaio 2020 è passato a titolo definitivo allo Stabæk, a cui si è legato fino al 31 dicembre 2022. Il 21 giugno successivo è tornato nuovamente al Tromsø, sempre in prestito.
Svincolato, in data 17 luglio 2023 ha firmato un contratto valido fino al termine della stagione con l'Ullern.

## Statistiche

### Presenze e reti nei club
Statistiche aggiornate al 28 settembre 2024.
| Stagione          | Club              | Campionato        | Campionato | Campionato | Coppe nazionali | Coppe nazionali | Coppe nazionali | Coppe continentali | Coppe continentali | Coppe continentali | Supercoppe | Supercoppe | Supercoppe | Totale | Totale |
| Stagione          | Club              | Comp              | Pres       | Reti       | Comp            | Pres            | Reti            | Comp               | Pres               | Reti               | Comp       | Pres       | Reti       | Pres   | Reti   |
| ----------------- | ----------------- | ----------------- | ---------- | ---------- | --------------- | --------------- | --------------- | ------------------ | ------------------ | ------------------ | ---------- | ---------- | ---------- | ------ | ------ |
| 2011              | Follo             | 2D                | ?          | ?          | CN              | ?               | ?               | -                  | -                  | -                  | -          | -          | -          | ?      | ?      |
| 2012              | Follo             | 2D                | 24         | 5          | CN              | 1               | 0               | -                  | -                  | -                  | -          | -          | -          | 25     | 5      |
| 2013              | Follo             | 1D                | 29         | 10         | CN              | 3               | 0               | -                  | -                  | -                  | -          | -          | -          | 32     | 10     |
| 2014              | Follo             | 2D                | 24         | 31         | CN              | 3               | 1               | -                  | -                  | -                  | -          | -          | -          | 27     | 32     |
| Totale Follo      | Totale Follo      | Totale Follo      | 77+        | 46+        |                 | 7+              | 1+              |                    | -                  | -                  |            | -          | -          | 84+    | 47+    |
| 2015              | Bodø/Glimt        | ES                | 30         | 4          | CN              | 3               | 5               | -                  | -                  | -                  | -          | -          | -          | 33     | 9      |
| 2016              | Bodø/Glimt        | ES                | 29         | 11         | CN              | 6               | 3               | -                  | -                  | -                  | -          | -          | -          | 35     | 14     |
| Totale Bodø/Glimt | Totale Bodø/Glimt | Totale Bodø/Glimt | 59         | 15         |                 | 9               | 8               |                    | -                  | -                  |            | -          | -          | 68     | 23     |
| gen.-giu. 2017    | Maccabi Haifa     | LhA               | 8          | 0          | CI+CdL          | -               | -               | -                  | -                  | -                  | -          | -          | -          | 8      | 0      |
| ago.-dic. 2017    | Vålerenga         | ES                | 7          | 0          | CN              | 1               | 0               | -                  | -                  | -                  | -          | -          | -          | 8      | 0      |
| gen.-ago. 2018    | Vålerenga         | ES                | 3          | 0          | CN              | 1               | 2               | -                  | -                  | -                  | -          | -          | -          | 4      | 2      |
| ago.-dic. 2018    | Sandefjord        | ES                | 5          | 0          | CN              | -               | -               | -                  | -                  | -                  | -          | -          | -          | 5      | 0      |
| gen.-ago. 2019    | Vålerenga         | ES                | 11         | 0          | CN              | 2               | 2               | -                  | -                  | -                  | -          | -          | -          | 13     | 2      |
| Totale Vålerenga  | Totale Vålerenga  | Totale Vålerenga  | 21         | 0          |                 | 4               | 4               |                    | -                  | -                  |            | -          | -          | 25     | 4      |
| ago.-dic. 2019    | Tromsø            | ES                | 12         | 5          | CN              | -               | -               | -                  | -                  | -                  | -          | -          | -          | 12     | 5      |
| 2020              | Tromsø            | 1D                | 23         | 7          | -               | -               | -               | -                  | -                  | -                  | -          | -          | -          | 23     | 7      |
| Totale Tromsø     | Totale Tromsø     | Totale Tromsø     | 35         | 12         |                 | 0               | 0               |                    | -                  | -                  |            | -          | -          | 35     | 12     |
| 2021              | Stabæk            | ES                | 19         | 2          | CN              | 2               | 0               | -                  | -                  | -                  | -          | -          | -          | 21     | 2      |
| 2022              | Stabæk            | 1D                | 29         | 5          | CN              | 2               | 2               | -                  | -                  | -                  | -          | -          | -          | 31     | 7      |
| Totale Stabæk     | Totale Stabæk     | Totale Stabæk     | 48         | 7          |                 | 4               | 2               |                    | -                  | -                  |            | -          | -          | 52     | 9      |
| lug.-dic. 2023    | Ullern            | 2D                | 15         | 8          | CN              | 0               | 0               | -                  | -                  | -                  | -          | -          | -          | 15     | 8      |
| 2024              | Gamle Oslo        | 3D                | 17         | 7          | CN              | 1               | 0               | -                  | -                  | -                  | -          | -          | -          | 18     | 7      |
| Totale            | Totale            | Totale            | 329+       | 95+        |                 | 25+             | 15+             |                    | -                  | -                  |            | -          | -          | 354+   | 110+   |